# Переможцю не дістається нічого
«Переможцю не дістається нічого», також «Переможець нічого не здобуває» (англ. Winner Take Nothing) — третя і остання збірка оповідань Ернеста Гемінґвея. Уперше опублікована 1933 року, опублікована через чотири роки після роману "Прощавай, зброє!" (1929) і через рік після "Смерті пополудні" (1932).

## Опис
Збірка вперше вийшла англійською мовою 27 жовтня 1933 року у видавництві Charles Scribner's Sons. Наклад — 20 000 примірників. Перше видання містило 14 оповідань: 
| Назва українською              | Оригінальна назва (англ.)           |
| ------------------------------ | ----------------------------------- |
| Після шторму                   | After the Storm                     |
| Чиста, ясно освітлена місцинка | A Clean, Well-Lighted Place         |
| Світло життя                   | The Light of the World              |
| Щасти вам, панове              | God Rest You Merry, Gentlemen       |
| Переміна                       | The Sea Change                      |
| Ви такі не будете              | A Way You'll Never Be               |
| "Кралина" мати                 | The Mother of a Queen               |
| Лист однієї читачки            | One Reader Writes                   |
| Швейцарії — з повагою          | Homage to Switzerland               |
| День чекання                   | A Day's Wait                        |
| Про природу мерців             | A Natural History of the Dead       |
| Вайомінзьке вино               | Wine of Wyoming                     |
| Картяр, черниця і радіо        | The Gambler, the Nun, and the Radio |
| Батьки і діти                  | Fathers and Sons                    |

## Видання 1977 року
У 1977 році вийшло друге видання збірки. До неї додали три оповідання, що раніше не публікувалися у її складі: 
| Назва українською                | Оригінальна назва (англ.)                |
| -------------------------------- | ---------------------------------------- |
| Недовге щастя Френсіса Мекомбера | The Short Happy Life of Francis Macomber |
| Столиця світу                    | The Capital of the World                 |
| Старий коло мосту                | Old Man at the Bridge                    |

## Видання українською
- Хемінгуей Е. Твори в 4-х томах. Том 2. Роман. Оповідання. П'єса. — Перекл. з англ. — К. : Дніпро, 1980. — 694 с. — С. 27-130.
- Гемінґвей Е. Переможцю не дістається нічого / [перекл. Ганна Лелів]. — Л. : ВСЛ, 2019. — 152 с. ISBN:978-617-679-574-2.

### Додаткова література
- Baker, Carlos (1972). Hemingway: The Writer as Artist (вид. 4th). Princeton University Press. ISBN 0-691-01305-5.
- Meyers, Jeffrey (1985). Hemingway: A Biography. London: Macmillan. ISBN 0-333-42126-4.
- Mellow, James R. (1992). Hemingway: A Life Without Consequences. New York: Houghton Mifflin. ISBN 0-395-37777-3.
- Oliver, Charles M. (1999). Ernest Hemingway A to Z: The Essential Reference to the Life and Work. New York: Checkmark. ISBN 0-8160-3467-2.